# Auger de Mauléon Granier
Auger de Mauléon Granier (auch: Moléon oder Granier) (* um oder nach 1600; † 1650) war ein französischer römisch-katholischer Geistlicher, Bibliophiler, Herausgeber, Übersetzer und Mitglied der Académie française.

## Leben und Werk

### Herkunft und Identität
Auger de Mauléon wurde in der Bresse geboren. Er entstammte einer südfranzösischen Adelsfamilie, die vermutlich auf die Burg Mauléon im baskischen Mauléon-Licharre zurückging (Nebenlinie in Mauléon-Barousse). Ein Jean de Mauléon war 1523–1551 Bischof von Comminges. Augers Vater, François de Mauléon, baron de Durban, war Herr der Burg in Durban-sur-Arize, 25 km nordwestlich Foix. Er starb 1586. Auger hatte zwei ältere Brüder, Paul de Mauléon, baron de Durban (* 1560) und François de Mauléon, seigneur de La Cour (Höfling, mit Nebenlinie in Castelnau-Durban). Er selbst, Auger de Mauléon, sieur de Granier, war also vor 1587 geboren. Seine Mutter war aus der Toulouser Familie Ysalguier. Dieser Lokalisierung in Südfrankreich entspricht die Mehrheit seiner Veröffentlichungen (über den Erzbischof von Toulouse, Paul de Foix, 1528–1584, und dessen Sekretär Kardinal Arnaud d’Ossat, 1537–1604, wie über Margarete von Valois). Die von Paul Pellisson (1652) stammende Angabe seiner Herkunft aus der Bresse ist in Zweifel zu ziehen. Pellisson trat erst 1653 in die Akademie ein und kannte Mauléon wohl nicht persönlich.
Mauléon darf nicht verwechselt werden mit dem Autor „Sieur de Moléon“ (alias Jean-Baptiste Lebrun-Desmarettes, 1651–1731), der 1718 in Paris Voyages liturgiques de France veröffentlicht hat.

### Libertin und Herausgeber
Mauléon gehörte zur Gruppe der Libertins um Pierre Gassendi und François de La Mothe le Vayer, die sich ab 1517 im Salon der Brüder Pierre Dupuy (1582–1651) und Jacques Dupuy trafen. Er war als Bibliophiler und Herausgeber bedeutender Manuskripte bekannt, vor allem der Memoiren der Margarete von Valois. Die wichtigsten Drucker, mit denen er arbeitete, waren Charles Chappellain und Jérémie Bouillerot († 1657). Neben den unten aufgelisteten Werken gilt er als Mitarbeiter an der zweiten, von François d’Arbaud de Porchères besorgten, Auflage der Werke von François de Malherbe, an der Histoire de la Guerre des Flandres von Kardinal Guido Bentivoglio, an den Werken von Jacques-Auguste de Thou und an postumen Werken von Francis Bacon (letzteres im Streit mit Philippe Fortin de La Hoguette).

### 9 Monate Académie française
Mauléon wurde am 3. September 1635 in die erste Staffel der Académie française (Sitz Nr. 38) gewählt, jedoch im Mai 1636 auf Drängen von Richelieu wegen Unterschlagung wieder ausgestoßen, wobei es sich angeblich um Geld von Karmelitinnen handelte. Genaue Hintergründe sind nicht bekannt.

## Werke

### Herausgeber
- Lettres de l’illustrissime et reverendissime cardinal d’Ossat, évêque de Bayeux, au roy Henri le Grand et à M. de Villeroy, depuis l’année 1594 jusques à l’année 1604. Jérémie Bouillerot, Paris 1624.
- Les Lettres de messire Paul de Foix, archevesque de Tolose, & ambassadeur pour le roy auprès du pape Grégoire XIII, escrites au roi Henry III. Charles Chappelain, Paris 1628.
  - (spätere Ausgabe) Les Lettres de messire Paul de Foix, archevêque de Tolose et ambassadeur pour le roi auprès du pape Grégoire XIII, écrites au roi Henri III. Paris A. de Sommaville, Paris 1637.
- Mémoires de la reine Marguerite. Charles Chappellain, Paris 1628, 1649, 1658, 1666, 1679.

### Übersetzer
- (aus dem Spanischen) Discours du père Iean Mariana des grands défauts qui sont en la forme du gouvernement des Iésuites. Paris 1625. (Juan de Mariana)
  - (aus dem Französischen ins Italienische) Discorso del Padre Giovanni Mariana, Giesuita spagnuolo intorno a’ grand’errori, che sono nella forma del governo de i Giesuiti. Bordeaux 1625.